# یان پترسن (دوچرخه‌سوار)
یان پترسن (دانمارکی: Jan Petersen؛ زادهٔ ۲۸ ژوئیهٔ ۱۹۷۰) دوچرخه‌سوار اهل دانمارک است.
وی در مسابقات کشوری و بین‌المللی در مجموع برندهٔ ۱ مدال برنز شده‌است.